# Polly Hemingway
Pour les articles homonymes, voir Hemingway (homonymie).
Polly Hemingway, née à Bradford le 4 décembre 1946, est une actrice britannique spécialisée dans les séries télévisées.

## Filmographie

### Téléfilm
- 2008 : She Stoops to Conquer : Mrs Hardcastle
- 2004 : Pretending to Be Judith : la maman d'Hugo
- 2000 : Little Bird : Jean Holland
- 1998 : Les Hauts de Hurlevent (Wuthering Heights) : Nelly Dean
- 1996 : The Bare Necessities : Cynthia
- 1994 : Fair Game : la maman de Carl
- 1983 : Pride of our Alley : Gracie Fields
- 1972 : Buggins' Ermine : Susan

### Série télévisée
- 2012 : DCI Banks : Ida Banks
- 2012 : Doctors : Anne McAllistair
- 2008 - 2010 : Les Enquêtes de l'inspecteur Wallander (Wallander) : Gertrude
- 1995 - 2009 : Heartbeat : Beryl Pyke / Rosie Tinniswood / Sandra Hutton
- 2007 : Emmerdale : Catherine Simmons
- 2007 : The Afternoon Play : Gran
- 2001 - 2006 : Inspecteur Barnaby (Midsomer Murders) : Bubbles Stockard / Carol Hatchard
- 2005 : Du bout des doigts (Fingersmith) (mini-série) : Mrs Stiles
- 2002 : Scotland Yard, crimes sur la Tamise (Trial & Retribution) : Mrs Flo Cartwright
- 1988 - 2001 : Casualty : Jenny Petersen / Jess Gillan
- 2000 : Where the Heart Is : April Walus
- 1996 - 1999 : The Bill : Anthea Grimes / Odette Lawson / Peggy Rice
- 1998 : Dalziel and Pascoe : May Farr
- 1997 : The Locksmith (mini-série) : Lesley Bygrave
- 1997 : Peak Practice : Nancy Fairburn
- 1996 : Les Enquêtes d'Hetty (Hetty Wainthropp Investigates) : Brenda Makepeace
- 1996 : Goodnight Sweetheart : Beryl Formby
- 1995 : Cracker : Denise Fletcher
- 1994 - 1995 : Ain't Misbehavin : Ramona Whales
- 1994 : Against All Odds : Christine Cheatle
- 1993 : Maigret : Madame Ramuel
- 1992 : Screen One : Ewa
- 1991 : Specials : Noreen Loach
- 1990 : The Play on One
- 1984 : The Odd Job Man : Nancy
- 1984 : Miracles Take Longer : Paula Sheardon
- 1982 : Airline : Jennie Shaw
- 1980 : BBC2 Playhouse : la doctoresse
- 1980 : Les Aventures de Caleb Williams (mini-série) : la maman de Caleb
- 1980 : Armchair Thriller : Helen
- 1979 : The Mallens : Aggie Moorhead
- 1973 : Play for Today : Ann
- 1972 : ITV Playhouse : Susan